# Migração planetária

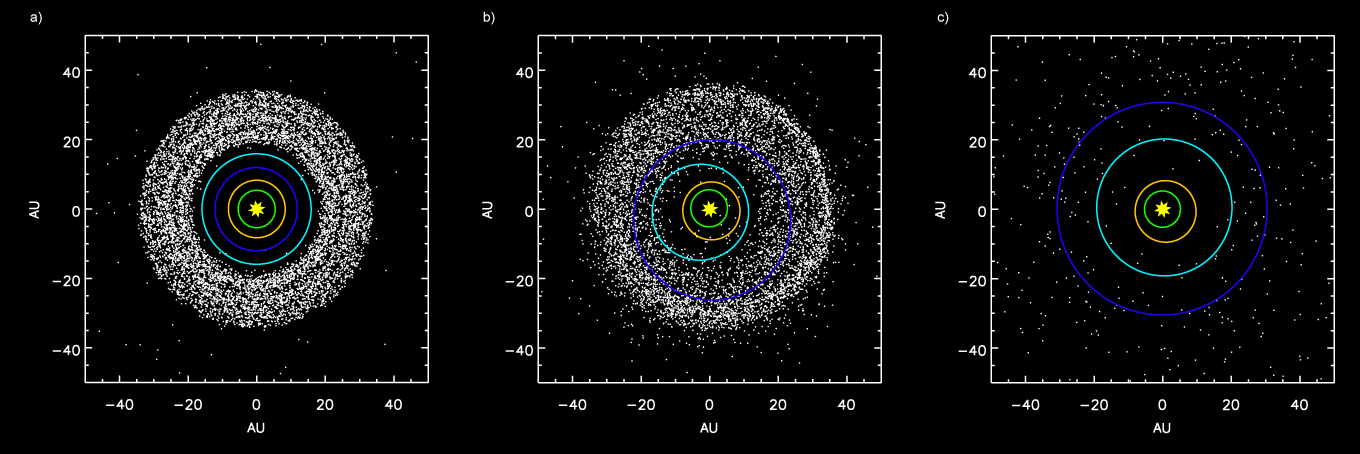
Simulação mostrando os quatro gigantes gasosos e o cinturão de Kuiper: a) Antes da ressonância 2:1 entre Júpiter e Saturno. b) Espalhamento dos objetos no Cinturão de Kuiper após a migração de Netuno. c) Após ejeção de corpos do cinturão de Kuiper por Júpiter.

Migração planetária ocorre quando um planeta ou qualquer outro satélite estelar interage com um disco de gás ou planetésimos, resultando na alteração dos parâmetros orbitais do corpo astronômico em questão, especialmente no seu semieixo maior.

## Modelo de Nice
De acordo com o modelo vigente da evolução das órbitas planetárias - denominado Modelo de Nice — as órbitas dos três planetas exteriores eram muito mais regulares e próximas do Sol que atualmente e, além destes, existia um enxame de rochas e gelo remanescentes da formação planetária. Sucessivas aproximações desses corpos com os planetas gigantes ocorriam, direcionando-os para dentro ou para fora do Sistema Solar. Contudo, ao desviarem um corpo em direção ao Sol, Saturno, Urano e Netuno adquiriam uma pequena aceleração em direção oposta o que, após sucessivas interações com objetos menores, os colocou em órbitas mais distantes, caracterizando o processo de migração planetária. Júpiter, por sua vez, foi ligeiramente deslocado para uma órbita mais próxima do Sol. Então, os dois maiores planetas entraram em ressonância 2:1, ou seja, enquanto Saturno completava uma volta ao redor do Sol, Júpiter efetuava duas. A cada aproximação que ocorria entre ambos, a interação gravitacional tornava as suas órbitas mais excêntricas, sobretudo a de Saturno por este apresentar menor massa.
Essa mudança afetou a órbita dos outros dois gigantes externos, Urano e Netuno, tornando-as também mais alongadas. Netuno, então, passou a interceptar uma região povoada por rochas e gelo, dando início a um dos períodos mais violentos da história do Sistema Solar. Ao adentrar nessa região, o planeta provocou um distúrbio na órbita dos corpos menores, direcionando-os para dentro ou para fora do Sistema Solar. Muitos deles atingiram os planetas internos, durante o período denominado intenso bombardeio tardio, ocorrido há quatro bilhões de anos e cujas marcas ainda são evidentes na superfície da Lua e de Mercúrio. Ao longo de quinhentos milhões de anos, essa região foi completamente varrida, sendo que somente uma pequena fração dos objetos que nela existiam (estima-se 0.1%) permanece, atualmente formando o Cinturão de Kuiper e a Nuvem de Oort.
Apesar de conseguir responder a muitas questões que até então se colocavam, o modelo de Nice originalmente não explicava como puderam os gigantes gasosos formar-se no intervalo de tempo atualmente considerado pela comunidade científica, exigindo várias centenas de milhões de anos para lá deste. Aplicando a lógica do modelo, mas pressupondo que a nebulosa inicial seria mais densa do que a teoria original estimava, mostrou-se que a formação dos planetas exteriores no prazo indicado era exequível. Simulações de computador, respeitando o modelo de Nice, mas partindo de uma nebulosa mais densa, confirmaram a hipótese. No entanto, introduziram igualmente uma possibilidade que não havia sido equacionada: em metade das simulações efetuadas, Netuno formava-se entre Urano e Saturno, sendo progressivamente levado para uma órbita exterior a Urano. Perante a incerteza que as probabilidades registam neste aspecto particular, a hipótese da troca de posição entre os dois planetas mais exteriores mantém-se em aberto.